# (9003) 1981 UW21
(9003) 1981 UW21 là một tiểu hành tinh vành đai chính. Nó được phát hiện bởi Schelte J. Bus ở Đài thiên văn Palomar ở Quận San Diego, California, ngày 24 tháng 10 năm 1981.